# 世界一のくちづけを
「世界一のくちづけを」（せかいいちのくちづけを）は、日本のヘヴィメタルバンド・聖飢魔IIの16枚目の小教典（シングル）。B.D.6年（1993年）10月21日に発布された。

## 収録曲
1. 世界一のくちづけを
  - 作詞：DEMON小暮、作曲：Sgt.LUKE篁III、編曲：WRECTOR.H
2. モザイクのLOVE MAZE
  - 作詞・作曲：DEMON小暮